# Ottensheim
Ottensheim ist eine Marktgemeinde in Oberösterreich im Bezirk Urfahr-Umgebung im oberen Mühlviertel mit 4748 Einwohnern (Stand 1. Jänner 2025).
Die Gemeinde als einst bedeutsamer Handelsknoten an der Donau ist der drittälteste Markt Oberösterreichs und verfügt über einen historischen Marktkern mit Gebäuden aus dem 16. Jahrhundert. In der Gegenwart hat sich Ottensheim aufgrund seiner ausgeprägten Freizeit- und Erholungsgebiete sowie seiner Nähe zu Linz zu einem beliebten Wohnort für Familien entwickelt, verbunden mit einem starken Bevölkerungswachstum seit den 1990er-Jahren.

## Geografie

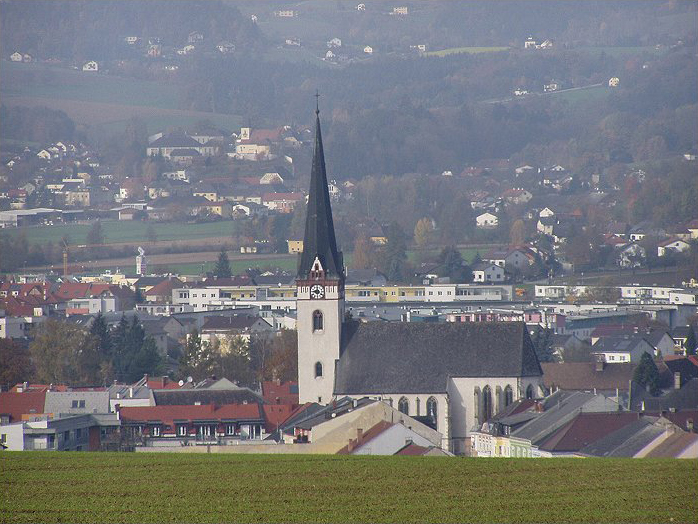
Blick von Wilhering auf Ottensheim

Der Ort Ottensheim liegt auf einer Höhe von 270 m ü. A. im oberen Mühlviertel an der Donau, gegenüberliegend ist das Zisterzienserstift von Wilhering. Der höchste Punkt der Gemeinde ist der Dürnberg mit einer Höhe von 549 m ü. A.
Die Ausdehnung der Gemeinde beträgt von Nord nach Süd 3,9 km, von West nach Ost 5,8 km. Die Gesamtfläche beträgt 11,7 km².
Ab der Stelle, an der die Rodl in die Donau mündet, dehnt sich flussaufwärts auf rund 2 km Länge das Gemeindegebiet über die gesamte Breite der Donau und Teile südlich des Flussufers aus.
Das Donaukraftwerk Ottensheim-Wilhering befindet sich zur Gänze auf Ottensheimer Gemeindegebiet. Der beim Bau des Donaukraftwerkes entstandene parallel zur Donau verlaufende Altarm befindet sich zu einem kleinen Teil bereits auf Goldwörther Gemeindegebiet. Von der Mündung des Pesenbaches in den Altarm der Donau läuft die Gemeindegrenze Ottensheim-Goldwörth spitz auf einen fiktiven Punkt in der Mitte der Donau, rund 200 m flussaufwärts hinter dem Donaukraftwerk, zu. Selbiges gilt für die Gemeindegrenze Ottensheim-Wilhering.
Südlich der Donau erstreckt sich das Gemeindegebiet bis kurz vor die Innbachbrücke. Wenige Meter südlich der diese Brücke überquerenden Straße beginnt die Grenze schnurgerade auf den bereits erwähnten fiktiven Punkt in der Donau zuzulaufen. Das weniger als 1 km² große Ottensheimer Gemeindegebiet südlich der Donau, welches sich im Westen bis hinter das Kraftwerk ausdehnt, im Süden durchschnittlich 200 bis 300 m Ausdehnung erreicht und im Osten in etwa auf Höhe der gegenüberliegenden Rodlmündung wieder das Festland verlässt, nennt sich Marktau und verfügt über keine Einwohner.

### Gemeindegliederung
Das Gemeindegebiet umfasst folgende Ortschaften (in Klammern Einwohnerzahl Stand 1. Jänner 2025):
- Dürnberg (663)
- Höflein (117)
- Niederottensheim (504)
- Ottensheim (3308)
- Weingarten (156)

Die Ortschaft Ottensheim selbst verfügt über den Großteil der Gesamteinwohnerzahl und die weiteren Siedlungen, mit Ausnahme der an Puchenau grenzenden Achleitnersiedlung, grenzen fast nahtlos an den Ortsteil Ottensheim an. Im Vergleich zu fast sämtlichen anderen Gemeinden des Mühlviertels und auch anderswo, deren Gemeindegebiet meist wesentlich größer ist und auch über einige Ortsteile und weit verstreute Siedlungen verfügen, stellt Ottensheim aufgrund der Konzentration des Großteils der Einwohner auf ein geschlossenes Siedlungsgebiet, eine seltene Ausnahme dar.
Die Gemeinde liegt im Gerichtsbezirk Urfahr.

### Nachbargemeinden
| Walding   | Gramastetten                                |          |
| Goldwörth | Kompassrose, die auf Nachbargemeinden zeigt | Puchenau |
| Alkoven   | Wilhering                                   |          |

## Geschichte

### Etymologie
Der Name Ottensheim lässt sich von den althochdeutschen Vorsilben „Oten-“ oder „Oto-“, aber auch von den Personennamen „Otuni“ oder „Otini“ herleiten. Daher könnte der Name von Ritter Otini stammen, welcher hier einst eine Burg errichten ließ. All diese Vorsilben lassen sich auf die gemeinsame Stammform aus dem altgermanischen zurückführen: „AUDA“. Dies bedeutete „Reichtum“, „Schatz“, „Besitz“.

### Frühzeit
Bodenfunde aus der Jungsteinzeit um etwa 4000 v. Chr. sowie ein Gräberfeld aus der Hallstattzeit, das auf 700 v. Chr. datiert wird, weisen auf erste Siedlungstätigkeit hin. An einem Hügel direkt an der Donau befand sich vor rund 2000 Jahren ein römischer Wachturm.

### Mittelalter und Habsburgerzeit
An der Stelle des römischen Befestigung ließ später Ritter Otini – von welchem Ottensheim seinen Namen haben könnte – eine Burg errichten. Die erste urkundliche Erwähnung von Oteneshaim erfolgte im Jahre 1148. Ab 1227 war die Ottensheimer Burg im Besitz der Babenberger. Am 22. Oktober 1228 wurden durch den österreichischen Herzog Leopold VI. Ottensheims Marktrechte bestätigt. Zu diesem Zeitpunkt verfügten in Oberösterreich erst Linz (seit 1210) und Enns (seit 1212) über das Marktrecht.
Ottensheim wurde ab 1490 dem Teilfürstentum Österreich ob der Enns zugerechnet. Im Mittelalter besaß Ottensheim eine Schutzmauer, die beiderseits von einem Graben begleitet war. Dies sind heute die Straßen „Innerer Graben“ und „Äußerer Graben“. Drei Tore – Schmiedtor, Linzertor und Wassertor – gewährten Zutritt zum Kern der Gemeinde.
1527 schenkte König Ferdinand I. die Burg und den Markt Ottensheim seinem Kanzler Niklas Rabenhaupt von Suche. Dieser ließ die Burg zu einem Schloss umbauen und verschaffte Ottensheim sein heutiges Marktwappen.
Als politische Gemeinde existiert Ottensheim seit 1848. Damals verfügte es über die Katastralgemeinden Niederottensheim, Oberottensheim und Puchenau. Der erste Gemeinderat konstituierte sich in diesem Jahr.

Nach dem Brand 1899

1871 wurde die Erste Drahtseilbrücke eröffnet – eine Rollfähre, die durch Strömung angetrieben und durch Drahtseile abgesichert wird. Bis dahin kam den Förgen die Aufgabe der berufsmäßigen Donauüberquerung zu. Bereits nach acht Jahren wurde die Drahtseilbrücke jedoch bei einem Eisstoß und einem Hochwasser zerstört. 1882 eröffnete daher die Zweite Drahtseilbrücke, diese wurde erst 1964 durch die auch heute noch betriebene (Roll-)Fähre ersetzt.
Während der Napoleonischen Kriege war der Ort mehrfach besetzt, ist aber seither wieder bei Oberösterreich. Durch ein Landesbeschluss wurde das bisher zu Ottensheim gehörende Puchenau im Jahr 1893 zur eigenen Gemeinde erhoben. Am 7. Juni 1899 zur Mittagszeit zerstörte ein Brand über 130 der 160 Häuser und Teile der Kirche, die bis dahin einen Zwiebelturm besaß. 9 Menschen kamen dabei ums Leben. Erst später gestand eine Armenhausbewohnerin den Brand gelegt zu haben.

### Erste und Zweite Republik
Gegen Ende des Zweiten Weltkriegs diente das Schloss als Unterkunft für Flüchtlinge. Danach wurde es von der Sowjetunion besetzt. Seit 1955 ist das Schloss im Privatbesitz verschiedener Familien.

## Kultur und Sehenswürdigkeiten

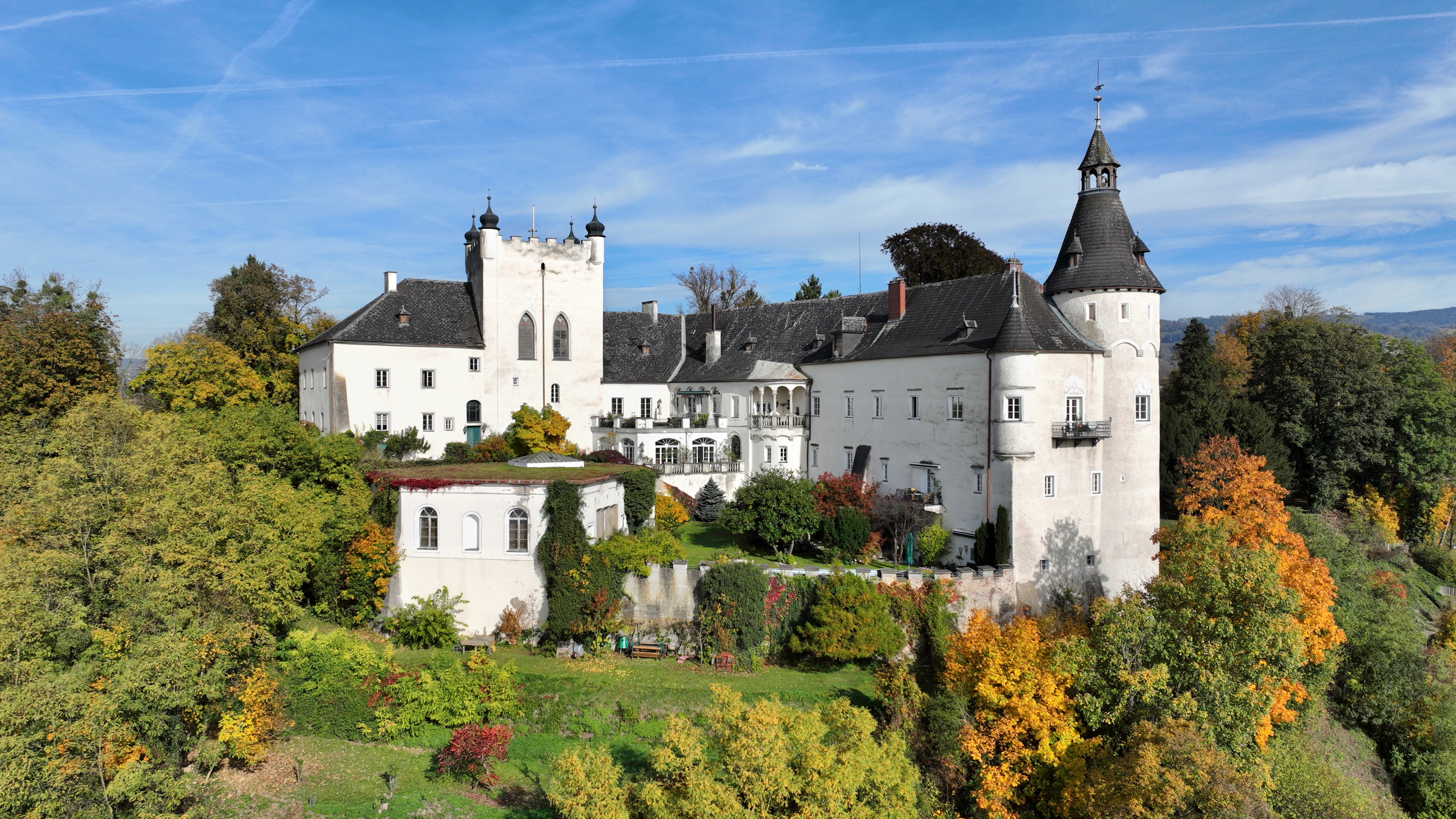
Schloss Ottensheim

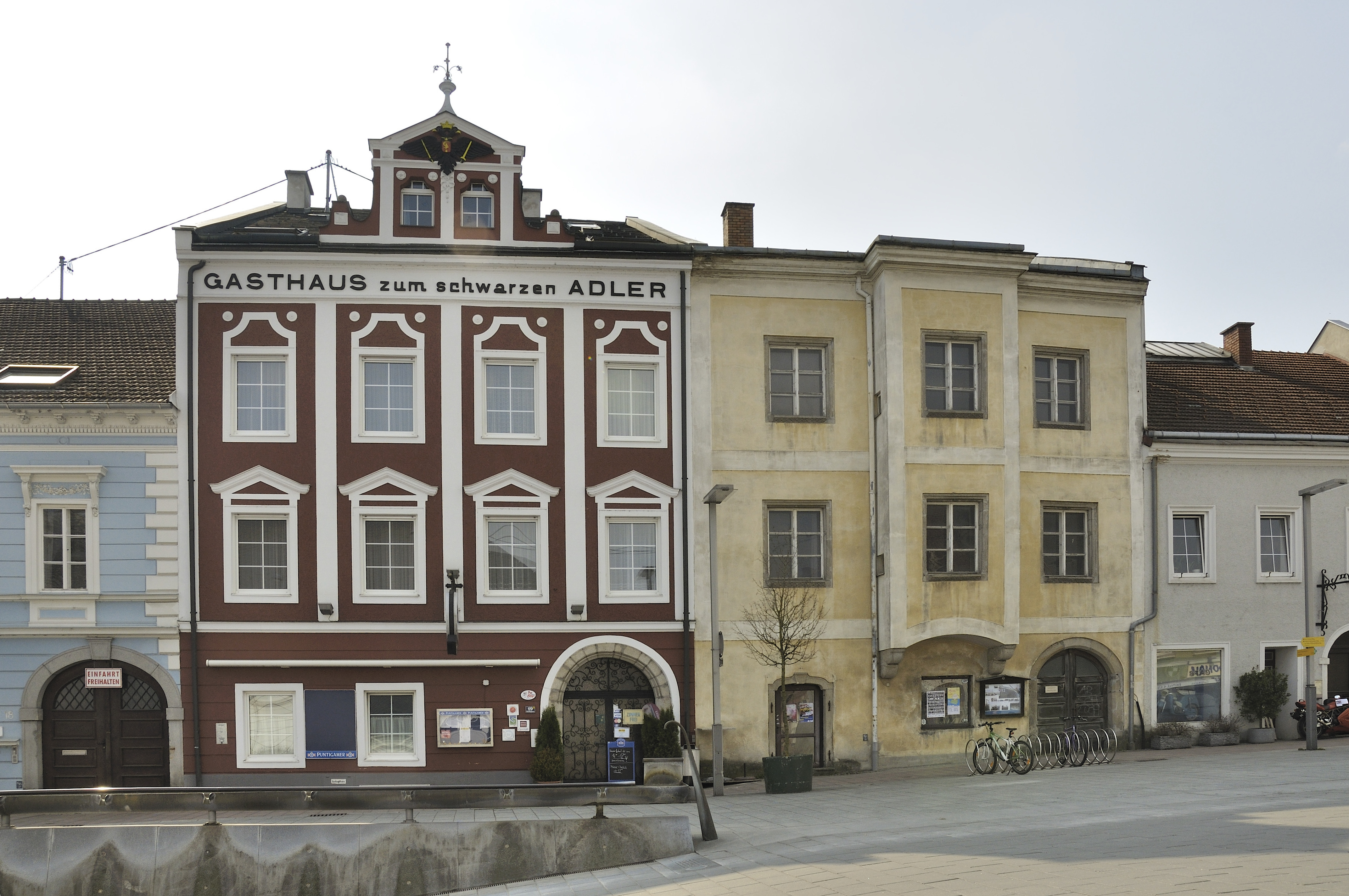
Denkmalgeschützte Häuser aus dem 16. Jahrhundert im historischen Ortskern.

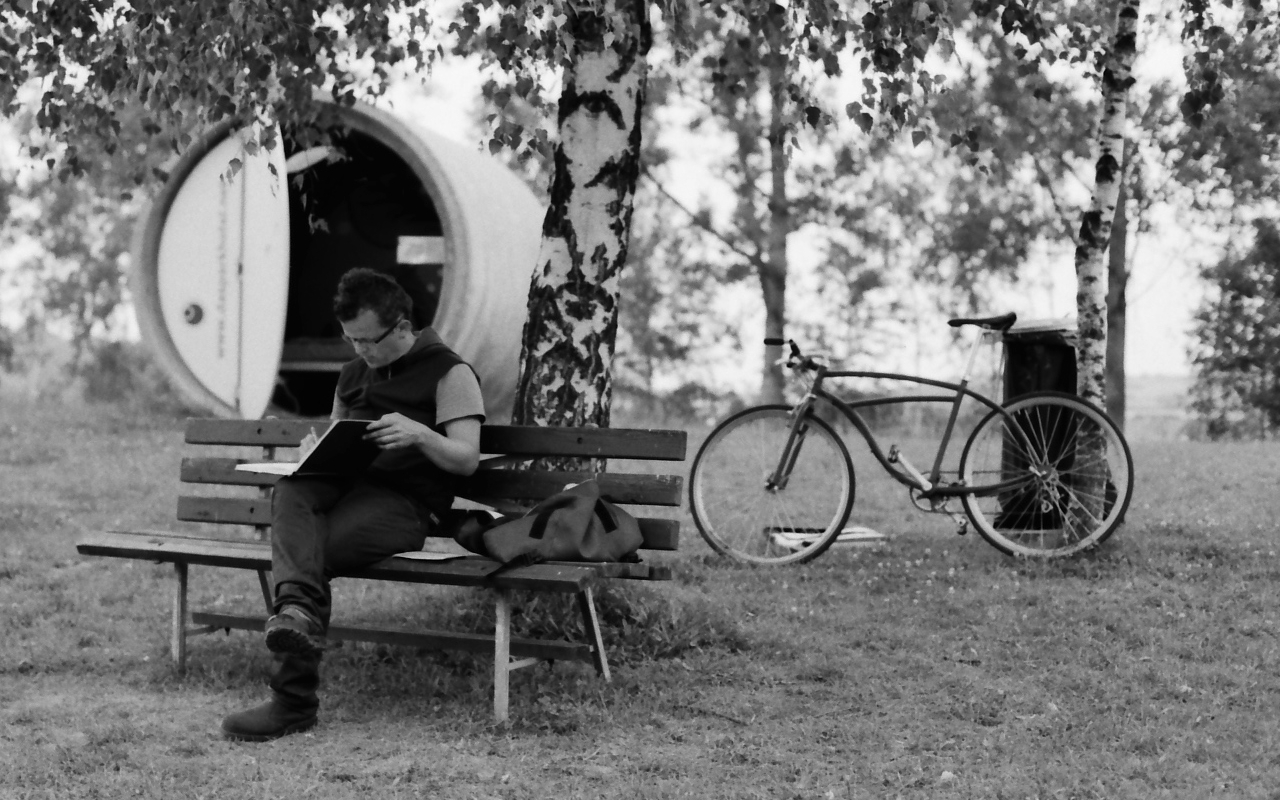
Andreas Strauss vor dem dasparkhotel

- Schloss Ottensheim: in Privatbesitz
- Katholische Pfarrkirche Ottensheim hl. Ägidius
- Marktplatz
- dasparkhotel von Andreas Strauss

### Theater und Kino

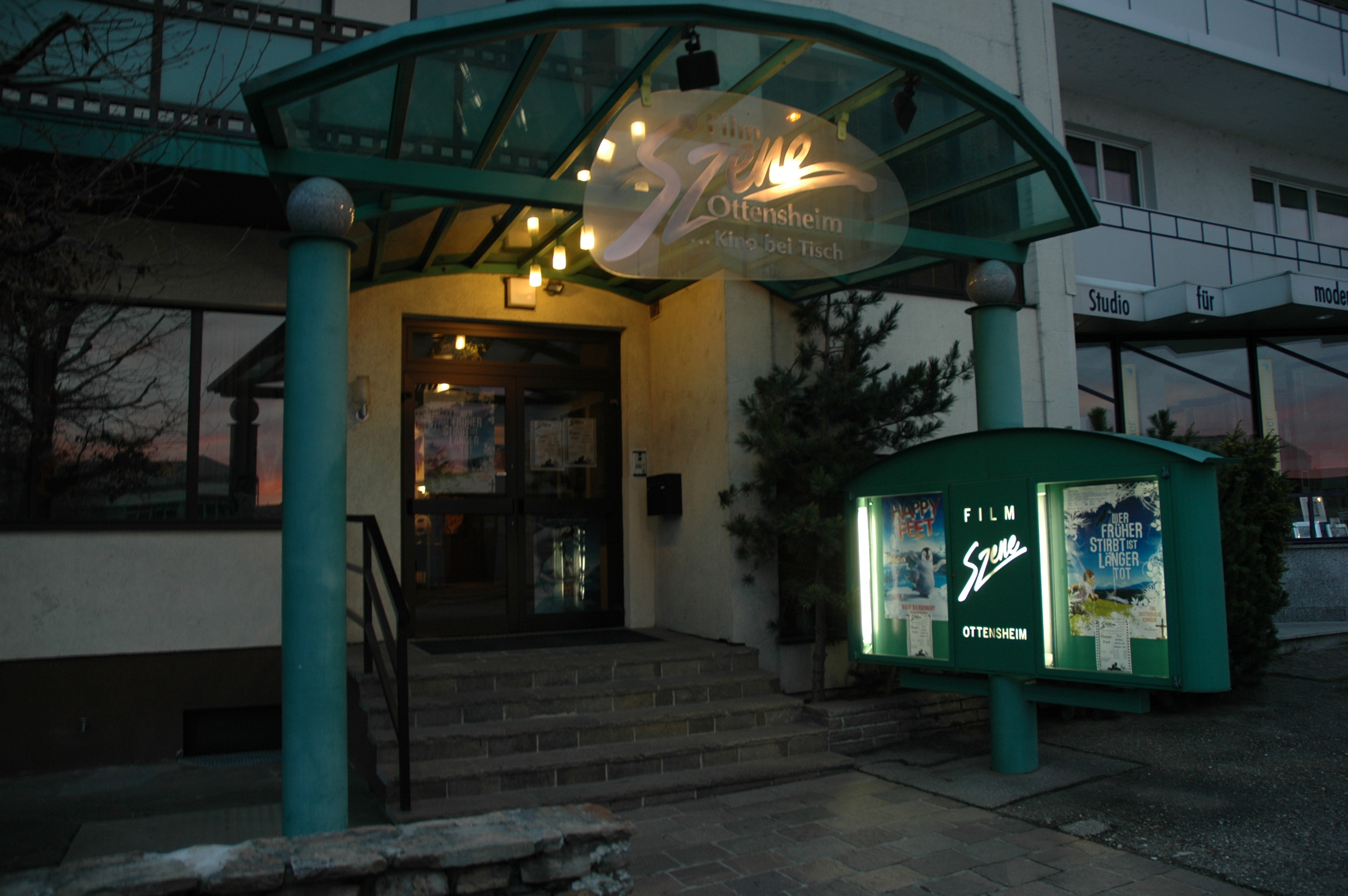
Die Filmszene Ottensheim – Kino bei Tisch

Ottensheim verfügt zwar über kein festes Theatergebäude, jedoch über mehrere zu Theaterveranstaltungen geeignete Einrichtungen und Gasthäuser. Diese werden hauptsächlich von den Vereinen Theater Tabor, der bereits an ausländischen Theaterfestivals ausgezeichnet wurde, und Bühne Ottensheim mehrmals jährlich mit neuen Theaterstücken bespielt.
- Filmszene Ottensheim:  Seit 1919 bereichert zudem ein einsaaliges Kino die Marktgemeinde Ottensheim, die Filmszene Ottensheim. Dieses befand sich über Jahrzehnte an der Hostauerstraße in unmittelbarer Nähe des Marktplatzes. Seit 1985 ist das Kino jedoch im Neubau in der Bahnhofstraße untergebracht, dessen Besonderheit es ist, dass die meisten Sitzplätze neben Tischen angeordnet sind, die auch während der Vorstellungen mit Essen und Getränke bedient werden.

### Vereine
Ottensheim verfügt mit rund 60 Vereinen, in denen weit mehr als die Hälfte der Einwohner engagiert sind, über ein ausgedehntes Vereinsleben. Die Vielfalt reicht vom mit Abstand mitgliedsstärksten Verein, dem Turn- und Sportverein (TSV) Ottensheim, über dank der in Ottensheim befindlichen Landesmusikschule zahlreiche Musik- und Gesangsvereine bis hin zum Theaterverein Bühne Ottensheim – dem Kulturverein ARGE Granit und dem Jugendkulturverein Kultur ohne momentane Ansiedelung (KomA), der gemeinsam mit den Linzer Vereinen Kapu und Stadtwerkstatt (Stwst) auch das jährliche alternative Musikfestival Open Air Ottensheim veranstaltet.
Weitere Vereine sind: Fotoclub Ottensheim, Kindergarten- und Hortverein, Kirchenchor Ottensheim, Musikverein Ottensheim, Pfadfinder Ottensheim, Schachclub Ottensheim, Streichorchester Ottensheim,  w³.ottensheim.at, Streuobstwiesen Ottensheim,  Theater Tabor, CHORnetto, Tonart Chor Ottensheim, Landjugend Ottensheim

### Freizeit und Sport

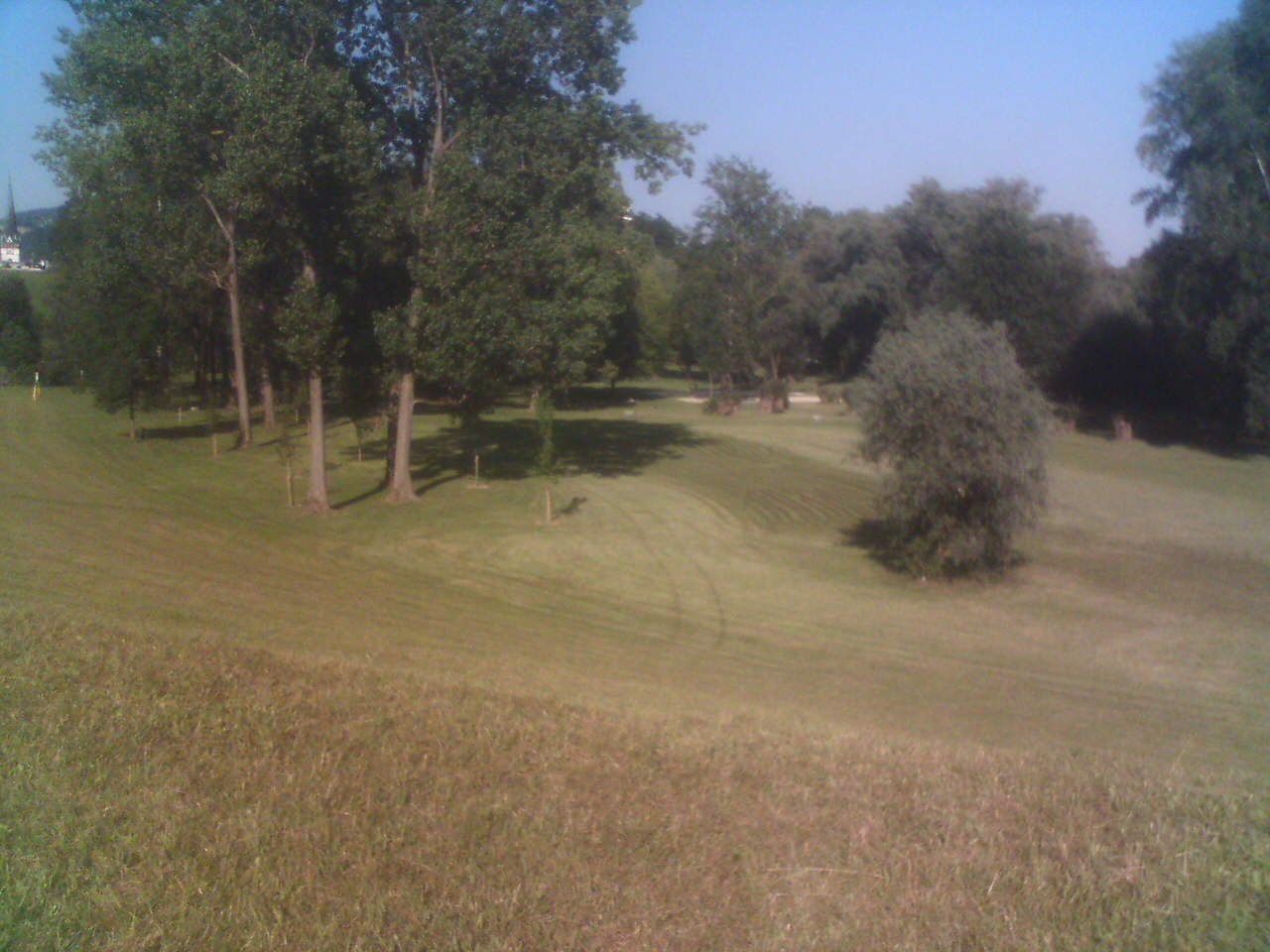
Das Erholungsgebiet Rodlgelände

Entlang der Donau befinden sich ausgedehnte Sportanlagen und Grünflächen:
- So gibt es im Osten des Gemeindegebietes drei Fußballplätze, ein Tenniszentrum, die Donauhalle – eine Mehrzweckhalle mit durchgehendem Saunabetrieb, Squashräumlichkeiten und einer großen – meist als Tennisplatz genutzten – Halle. Westlich dieser Anlagen befindet sich entlang der Donau ein Grünstreifen mit Allee und Spielplatz.
- Auch die Schiffanlegestelle Ottensheim befindet sich dort an der Regattastrecke, einem entlang der Donau verlaufenden Gehweg.
- In knapper Entfernung davon folgt die Drahtseilbrücke Ottensheim – eine Drahtseilfähre über die Donau, welche allein durch die Strömung der Donau zwischen Wilhering und Ottensheim pendelt.
- Ein weiterer Grünstreifen erschließt dann das Areal an der Fähranlegestelle mit dem Rodlgelände, einem Freizeitgelände, welches sich zwischen der Rodl und dem 1. Hochwasserschutzdamm befindet. Die hoch gewachsenen Bäume spenden dem zum Grillen und für Feste genutzten Areal Schatten. Ein Spielplatz, zwei Asphaltstockbahnen, ein Radmotorikpark und zwei Beachvolleyballplätze sorgen für weitere Betätigungsmöglichkeiten auf dem Gelände, auf welchem sich auch ein Buffet Rodlbudl befindet, das auch Kulturveranstaltungen bietet. Im Winter wird sowohl der 1. als auch am 2. Damm, der allerdings nicht mehr zum Rodlgelände zählt, zum Schlittenfahren und ähnlichem genützt.
- Noch ein Stückchen weiter im Westen befindet sich das Regattazentrum Ottensheim. Dieses nutzt den rund 2 km langen Altarm der Donau, der durch den Kraftwerksbau in den 1970er-Jahren entstanden ist, für Ruder- und Kanuwettbewerbe. So finden dort jährlich die Staatsmeisterschaften im Rudern statt, bei denen auch die Mannschaft des Wassersportvereins Ottensheims regelmäßig Spitzenränge erzielt. Auch der ehemalige Ruderweltmeister Wolfgang Sigl stammt aus dieser Gemeinde. Ebenso fanden am Regattazentrum Ottensheim die Ruder-Weltmeisterschaften 2008 und die Weltmeisterschaften 2019 statt.

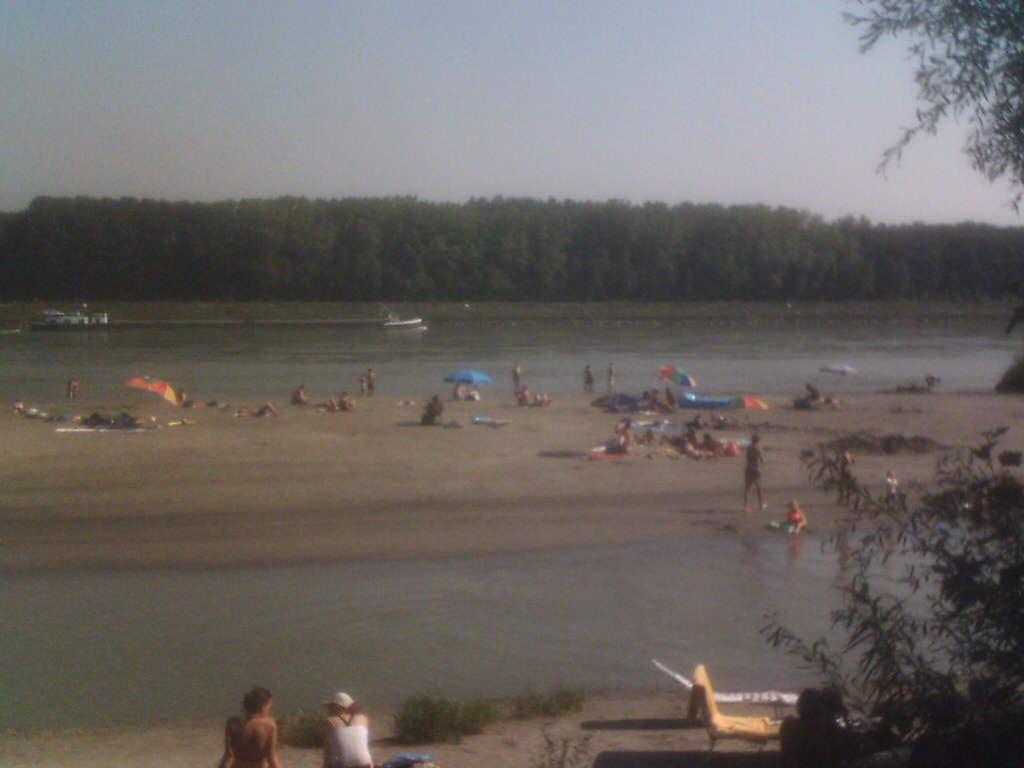
Seit dem Hochwasser 2002 erfreut bei Niederwasser eine Insel in der Donau Badegäste

Wo der Altarm mit der Donau zusammengeht und der Fluss daher besonders breit ist, lagerte sich während des Hochwassers 2002 eine Insel aus Donauschlamm ab, die bereits im darauffolgenden Sommer erfreut von der Bevölkerung als Badestrand angenommen wurde, obwohl es hygienische Bedenken gab und immer noch gibt. Dennoch finden sich während der Sommermonate bei Niederwasser und Schönwetter bis zu 100 Leute und mehr ein, die die je nach Wasserstand 30 bis 40 Meter lange und 15 bis 25 Meter breite Insel zum Sonnen und Ausspannen und die Donau zum Baden nutzen.
Entlang der Donau bzw. des Donauarms befindet sich durchgehend ein Radweg, welcher Bestandteil des Donauradwegs von Passau bis Wien ist. Dieser wird neben zahlreichen Radtouristen im Sommer, die zu dieser Jahreszeit auch die Gastgärten der Gemeinde aufsuchen, auch von den Einheimischen gerne zum Joggen, Skaten, Rad fahren und ähnlichem genützt.

### Regelmäßige Veranstaltungen

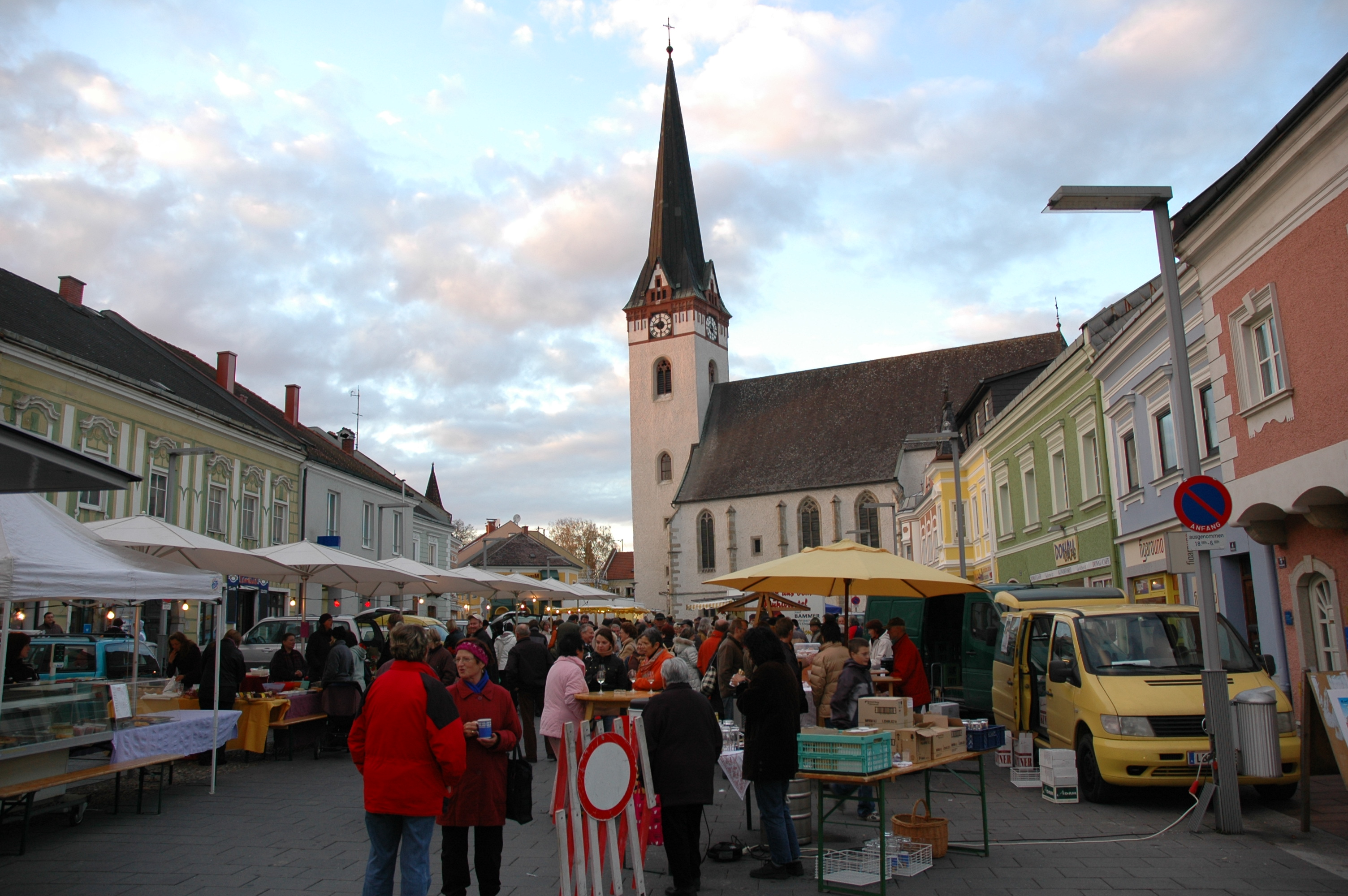
Der freitägliche Wochenmarkt entwickelte sich rasch zu einem beliebten Treffpunkt der Lokalbevölkerung.

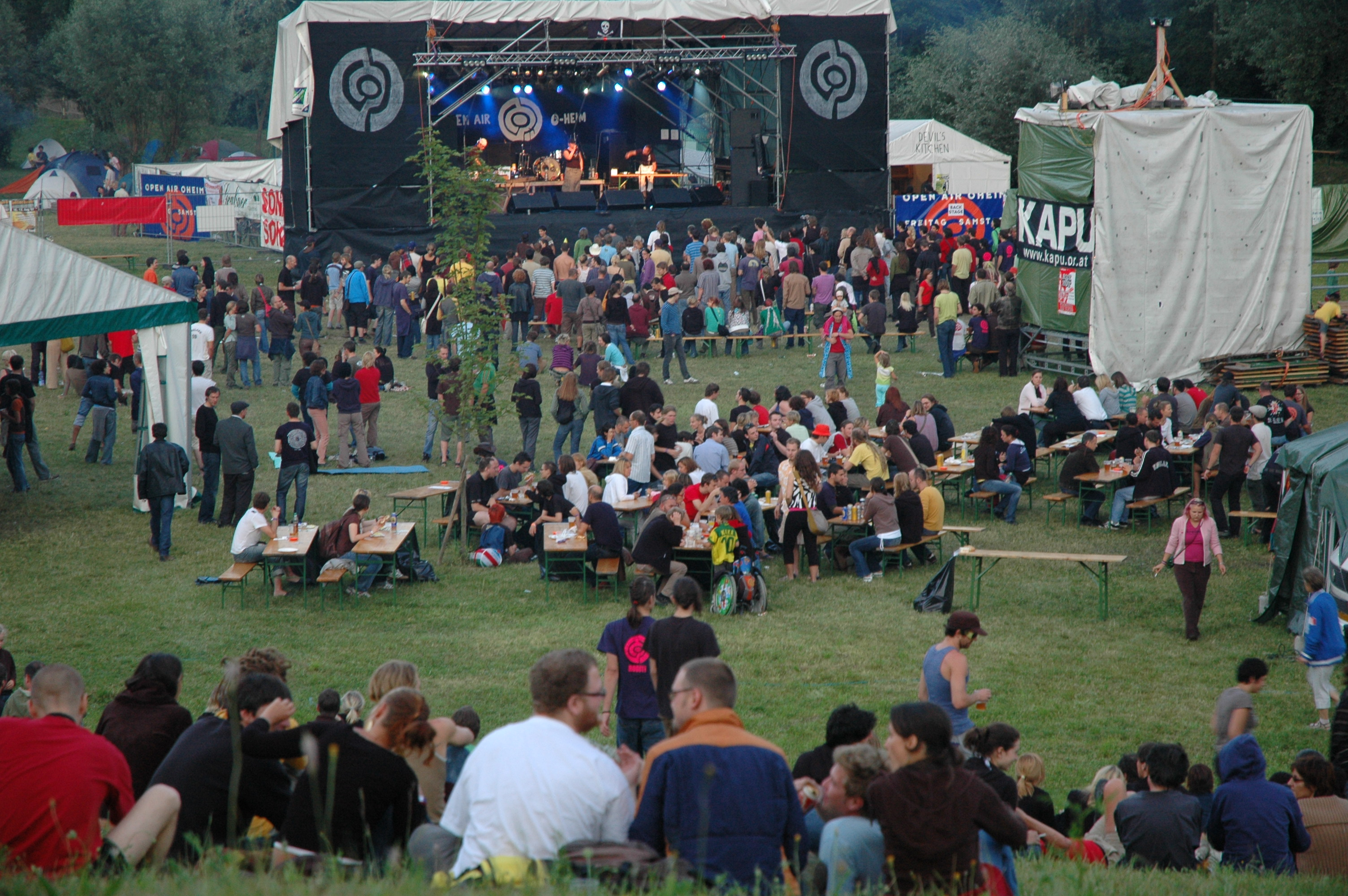
Blick aufs Rodlgelände während des Open Airs 2007.

Jährliche Fixpunkte im Gemeinschaftsleben Ottensheims sind Feste wie das Maifest, Marktfest und das Dürnbergfest. Zur Faschingszeit finden an verschiedenen Orten mehrere Bälle und Gschnase statt. Konzerte der lokalen Musikvereine, des Jugendkulturvereins, der Gasthäuser und Lokale bereichern beinahe wöchentlich das Nachtleben der Gemeinde. Seit Jahren trägt zu Ferienbeginn am Rodlgelände das 2-tägige Open Air zum lokalen Konzertspektrum wesentlich bei. Zur warmen Jahreszeit finden dort alle paar Wochen auch Konzerte von Gastmusikern statt. Für Großveranstaltungen, wie Kabarettabende, Messen und Konzerte, ist die Donauhalle mit bis zu 1400 aufstellbaren Sitzplätzen, Veranstaltungsort. Alternierend mit Bad Leonfelden und Gallneukirchen findet alle drei Jahre die GUUTE Messe, eine regionale Wirtschaftsmesse, in Ottensheim statt.
Alle paar Jahre ist Ottensheim auch einer der Schauplätze des Festivals der Regionen sowie der Kulturveranstaltung Donau in Flammen.
Sportliche Ereignisse sind neben Spielen der lokalen Sportvereine auch die internationalen Ruderregatten, die am Altarm der Donau ausgetragen werden. Bereits mehrmals fanden dort auch internationale Meisterschaften wie die Ruder-Juniorenweltmeisterschaften statt. 2008 und 2019 fanden dort die Ruder-Weltmeisterschaften statt.
Anfang/Mitte Juli findet zudem seit 1993 das Open Air Ottensheim statt. Die zweitägige Veranstaltung findet am Rodlgelände, einem an der Donau gelegenen Freizeitgebiet, statt und bietet auch Campingmöglichkeiten für mehrere hundert Personen. Die Gesamtbesucherzahl liegt meist zwischen 2000 und 4000 Personen (wobei das Festival in den letzten Jahren wieder kleiner wurde), die etwas mehr als 10 Bands erleben können, die zum Teil aus der Region, aus dem restlichen Österreich sowie aus verschiedenen Ländern der Welt anreisen. Der Schwerpunkt des Festivals liegt tendenziell auf den verschiedenen, teils experimentellen Spielarten der Rockmusik. Zur Variation werden jährlich aber auch bekannte Hip Hop Acts sowie Musikgruppen weiterer, abwechslungsreicher Genres eingeladen.

## Wirtschaft und Infrastruktur

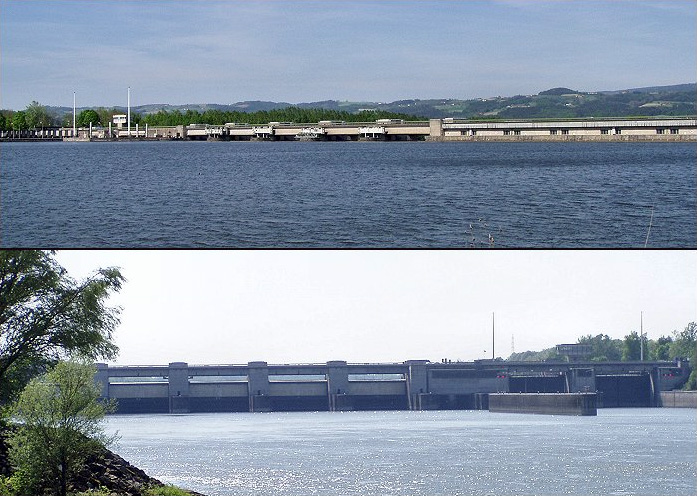
Donaukraftwerk Ottensheim-Wilhering

Bei der Arbeitsstättenzählung der Statistik Austria mit Stichtag 15. Mai 2001 wurden 242 Arbeitsstätten (darunter 1 mit mehr als 100 Beschäftigten) mit insgesamt 1.394 Beschäftigten gezählt. Im Vergleich zu 1991 bedeutet das einen Zuwachs von 82 Arbeitsstätten im Ausmaß von 312 Arbeitsplätzen, was vor allem auf den Bau eines Einkaufszentrums am Kreuzungspunkt der zwei Hauptverkehrsachsen B 127 und B 131 zurückzuführen ist.
Unter anderem ist in Ottensheim der Verlag Edition Thanhäuser ansässig.
Seit mehreren Jahren findet jeden Freitagnachmittag wieder ein Markt für Lebensmittel wie Obst, Gemüse und Backwaren aus der Region statt.
Rund 45 landwirtschaftliche Betriebe sind in Ottensheim tätig, 20 davon als Vollerwerbsbauern.
Das Donaukraftwerk Ottensheim-Wilhering, welches entgegen dem Namen zur Gänze auf Ottensheimer Gemeindegebiet liegt, ist das siebtgrößte Laufkraftwerk Österreichs.

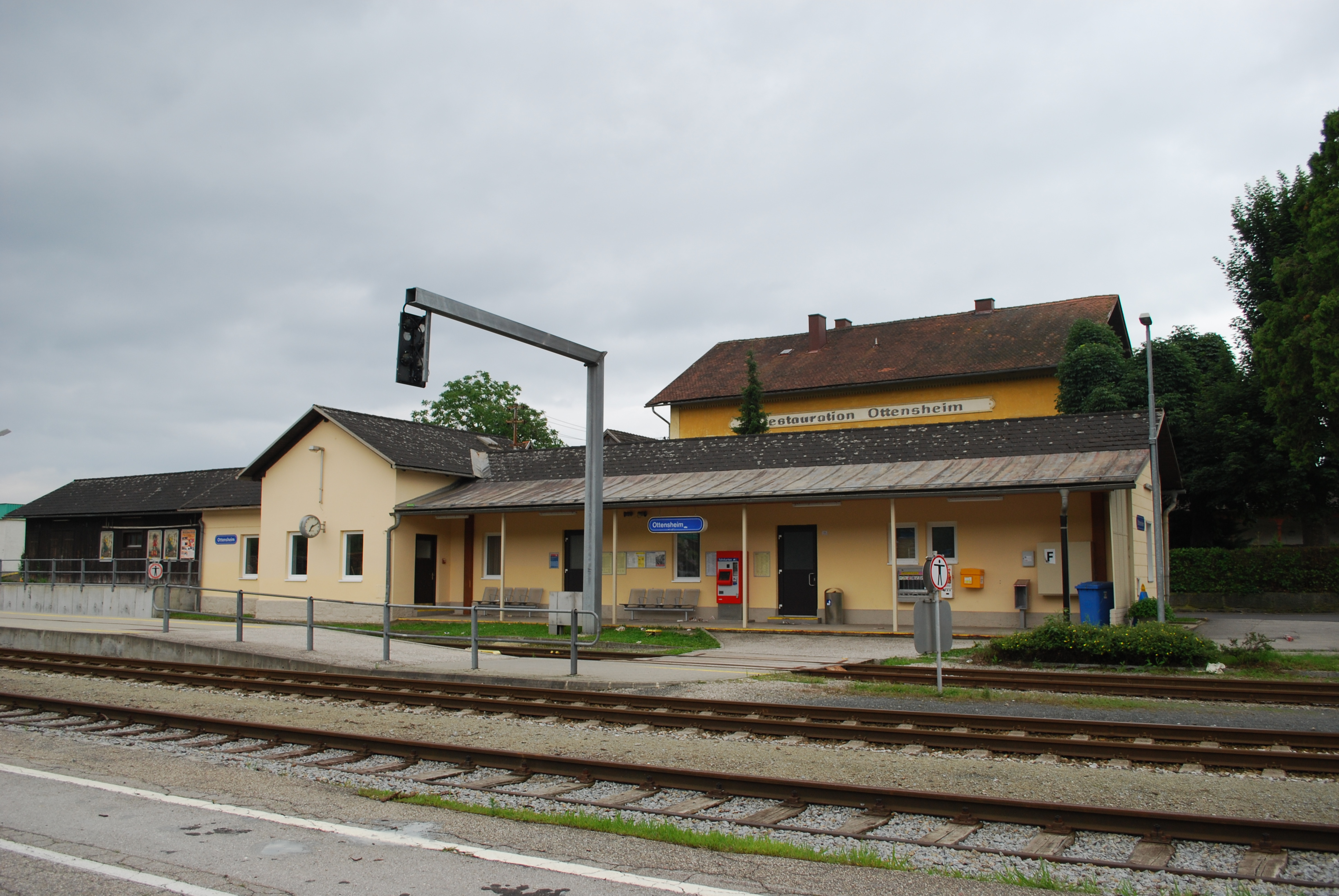
Bahnhof Ottensheim
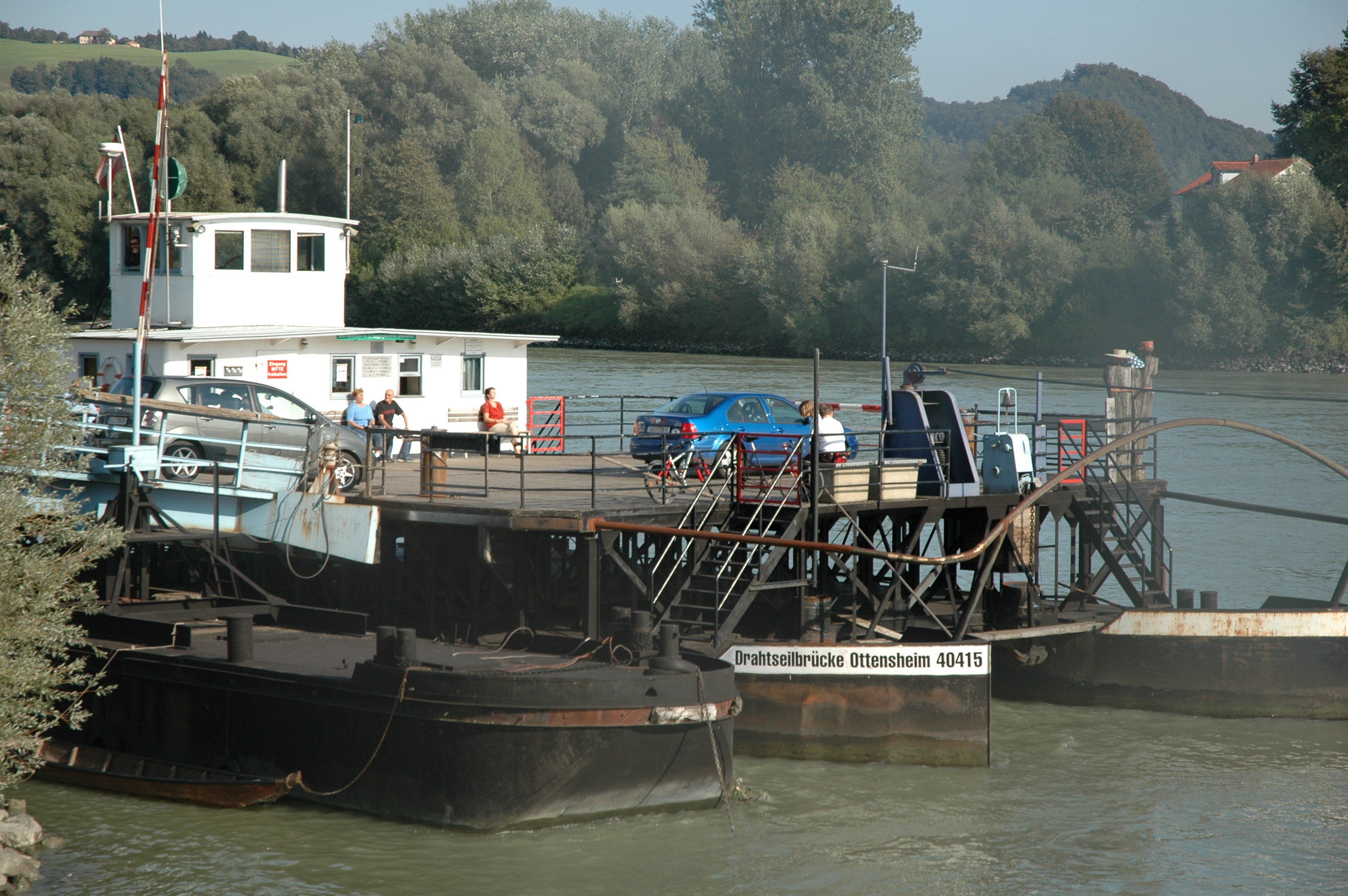
Die Ottensheimer Drahtseilbrücke

### Verkehr
- Straße: Ottensheim liegt am Knotenpunkt der vielbefahrenen Aschacher Straße (B 131) mit der Rohrbacher Straße (B 127), welche nach Linz führt.
- Bahn: Die Mühlkreisbahn durchquert Ottensheim.
- Schiffsanlegestelle:  seit mehreren Jahren verfügt Ottensheim über eine Schiffsanlegestelle im nahe der Donaufähre gelegenen Donaupark
- Ottensheimer Drahtseilbrücke: Die Drahtseilbrücke bietet eine Verbindung über die Donau
- Seit 2019 stellt der Donaubus eine Schnellfährverbindung zwischen Linz und Ottensheim in Oberösterreich dar, und bietet mit modernen Katamaranen eine umweltfreundliche Transportalternative auf der Donau.[4]

## Politik

### Gemeinderat
Der Gemeinderat besteht seit 2003 aus 25 Mandataren.
- Mit den Gemeinderats- und Bürgermeisterwahlen in Oberösterreich 1997 hatte der Gemeinderat folgende Verteilung: 14 ÖVP, 8 SPÖ, 6 ProO und 3 FPÖ.[5]
- Mit den Gemeinderats- und Bürgermeisterwahlen in Oberösterreich 2003 hatte der Gemeinderat folgende Verteilung: 10 ÖVP, 7 SPÖ, 7 ProO  und 1 FPÖ.[6]
- Mit den Gemeinderats- und Bürgermeisterwahlen in Oberösterreich 2009 hatte der Gemeinderat folgende Verteilung: 10 ÖVP, 8 ProO, 4 SPÖ und 3 FPÖ.[7]
- Mit den Gemeinderats- und Bürgermeisterwahlen in Oberösterreich 2015 hatte der Gemeinderat folgende Verteilung: 12 ÖVP, 12 ProO, 4 SPÖ und 3 FPÖ.[8]
- Mit den Gemeinderats- und Bürgermeisterwahlen in Oberösterreich 2021 hat der Gemeinderat folgende Verteilung: 11 ÖVP, 10 ProO, 3 SPÖ und 1 FPÖ.[9]

### Bürgermeister
Bürgermeister seit 1850 waren:
- 1850–1858 Emil Koller
- 1858–1861 Franz Dinghofer
- 1861–1864 Alois Bucher
- 1864–1867 Amadeus Voit
- 1867–1879 Franz Dinghofer
- 1879–1882 Josef Winklehner
- 1882–1888 Franz Dinghofer
- 1888–1890 Johann Zeller
- 1890–1893 Matthias Kepplinger
- 1893–1906 Anton Meingast
- 1906–1915 Leopold Gusenleitner
- 1915–1919 Rudolf Moser
- 1919–1929 Leopold Priesner
- 1929–1942 Alois Riener
- 1942–1945 Fritz Eisdlhuber
- 1945–1946 Ferdinand Platzer
- 1946–1949 Josef Hörmanseder
- 1949–1951 Ferdinand Platzer
- 1951–1961 Franz Fiederhell
- 1961–1983 Walter Steiner
- 1983–1995 Florian Hagenauer - im Amt verstorben 1995
- 1995–2003 Konrad Hofer
- 2003–2015 Ulrike Böker (Bürgerliste pro O)
- 2015–2022[11] Franz Füreder (ÖVP)
- seit 2022 Maria Hagenauer (ÖVP)

### Sonstiges
- Bei der Nationalratswahl in Österreich 2006 war Ottensheim diejenige oberösterreichische Gemeinde, in der Die Grünen mit 20,92 % den größten Stimmenanteil erreichten.
- Beim Einleitungsverfahren des tabakrauchkritischen Volksbegehrens Don't Smoke war Ottensheim mit Stand 2. April 2018 österreichweit die Gemeinde mit den prozentuell meisten Unterstützern: 20 %.[12]

### Wappen
Blasonierung: Geteilt von Blau und Schwarz; in der Mitte ein goldener, von zwei ebensolchen, abgeledigten, sechsendigen Hirschstangen begleiteter, zinnenbewehrter Rundturm mit zwei Fenstern und zwei Schießscharten untereinander und rotem Kegeldach mit goldenem Knauf, das Rundbogentor mit goldenem Fallgatter geöffnet. Beiderseits des Turmes im schwarzen Feld eine goldene, durchgehende, gequaderte Mauer, dahinter eine Giebel- und Frontseiten zeigende, rot bedachte und mit goldenen Wetterfähnchen besteckte Häuserzeile. Die Gemeindefarben sind Blau-Schwarz.

## Persönlichkeiten
- Raimund Schedelberger (1696–1753), Abt von Wilhering
- Josef Breinbauer (1807–1882), Orgelbauer
- Franz Attorner (1856 – nach 1901), Maler und Restaurator
- Leopold Breinbauer sen. (1859–1920), Orgelbauer
- Franz Dinghofer (1873–1956), Politiker
- Leopold Breinbauer jun. (1886–1920), Orgelbauer
- Rudolf Breinbauer (1888–1973), Bildhauer und Bootsbauer
- Marianne Woitsch (1873–1945), Malerin
- Karl Gusenleitner (1893–1980), Arzt und 1945 kurz Bürgermeister von Wels
- Helmut Renöckl (* 1943), römisch-katholischer Theologe
- Josef Eidenberger (* 1951), Pädagoge und Landtagsabgeordneter
- Ulrike Böker (* 1956), Politikerin
- Christian Thanhäuser (* 1956), Künstler, Illustrator und Verleger
- Ferry Öllinger (* 1959), Schauspieler (u. a. SOKO Kitzbühel)
- Sophie Rois (* 1961), Theater- und Filmschauspielerin, Sängerin
- Christoph Campestrini (* 1968), österreichischer Dirigent
- Wolfgang Sigl (* 1972), Ruderer
- Sybille Bammer (* 1980), Tennisspielerin
- Mathias Kaineder (* 1987), Kulturschaffender